# Liste der Monuments historiques in Maincy
Die Liste der Monuments historiques in Maincy führt die Monuments historiques in der französischen Gemeinde Maincy auf.

## Liste der Bauwerke
| Bezeichnung             | Beschreibung                  | Standort                   | Kennzeichnung         | Schutzstatus | Datum                    | Bild           |
| ----------------------- | ----------------------------- | -------------------------- | --------------------- | ------------ | ------------------------ | -------------- |
| Schloss Vaux-le-Vicomte | Erbaut von 1656 bis 1661      | (Lage)                     | PA00087074/PA00087106 | Classé       | 1929 1939 1965 1968 1994 | weitere Bilder |
| Kirche St-Étienne       | Erbaut ab dem 12. Jahrhundert | (Lage)                     | PA00087075            | Inscrit      | 1966                     | weitere Bilder |
| Maison des Carmes       | Erbaut im 17. Jahrhundert     | 2, 4 rue des Carmes (Lage) | PA00087076            | Inscrit      | 1970                     | weitere Bilder |

## Liste der Objekte
Zum Verständnis siehe: Kirchenausstattung
- Monuments historiques (Objekte) in Maincy in der Base Palissy des französischen Kultusministeriums